# Reis Magos (Goa)
Reis Magos é uma localidade (ou census town, literalmente: "cidade censitária") da taluka (concelho) de Bardez, distrito de Goa Norte, no estado indiano de Goa. Situa-se na margem direita (norte) do estuário do rio Mandovi, em frente a Pangim. É conhecida principalmente pela fortaleza portuguesa dos Reis Magos e pela igreja homónima, a mais antiga de Bardez.
Segundo o censo de 2001, Reis Magos tinha 8 698 habitantes, 55% do sexo masculino e 45% do sexo feminino. A taxa de alfabetização era 78% (82% para os homens e 73% para as mulheres). 11% da população tinha menos de 6 anos de idade.